# Diecezja Elphin
Diecezja Elphin – diecezja Kościoła katolickiego w Irlandii. Istnieje od 450. Obecnym ordynariuszem jest biskup Kevin Doran.

## Biskupi ordynariusze
- Św.'Asicus † (około 450)
- Bitheus † (V wiek)
- Brou † (? - circa 512)
- Domnald O'Dubhthai † (? - 1137)
- Flanagan O'Dubhthai † (? - 1168)
- Maelisa O'Conachtain † (? - 1174)
- Florence MacRiagan O'Mulrony, O.Cist. † (? - 1195)
- Ardgall O’Connor † (? - 1214)
- Denis O'Mulkyran † (? - 1224)
- Denis O'Morda † (? - 1229)
- Donat O’Connor † (1232–1244)
- John O'Hughrain † (1245–1245)
- Thomas O’Connor † (1246–1259)
- Milo MacThady O’Connor † (1260–1262)
- Thomas MacFerrall MacDermott † (1262–1265)
- Maurice MacNeal O’Connor † (1266–1284)
  - Auliffe O'Tomolthy † (1284–1285) (elekt)
- Gilla MacInlianaic O’Connor † (1285–1296)
- Malachy MacBrien MacDermott † (1296–1302 lub 1303)
- Donat O'Flanagan † (1303–1308)
- Malachy MacAeda † (1310–1312)
- Lawrence O'Lagthnan † (1313–1325)
- John O'Finasa (od O'Feenaghty) † (1326–1354)
- Gregory † (1357–1372)
- Thomas Barrett † (1372–1404)
  - John O'Machan † (1383–1394) (administrator apostolski)
- Thomas Colbi, O.Carm. † (1412–1414)
- John O'Grada † (1414–1417)
- Robert Fosten, O.F.M. † (1418 - ?)
- Lawrence O'Beollayn † (1429 - ?)
- William O'Hedian † (1429–1449)
- Cornelius O'Mulalayd, O.F.M. † (1449 - ?)
- John ? †
- Nicholas O'Flanagan, O.P. † (1458 - ?)
- Nicholas † (1469 - ?)
- Hugh Arward † (1487 - ?)
- Richard O’Brien, O.P. † (1492 - ?)
- George Brann † (1499–1524)
- John Max, O.Praem. † (1525–1536)
- William Magin † (1539 - ?)
- Gabriel de S. Serio † (1539–1541)
- Bernard O’Higgins, O.E.S.A. † (1542–1561)
- Andrew O'Crean, O.P. † (1562–1594)
- Raymund Galvin †
- Boetius Egan, O.F.M.Obs. † (1625–1650)
  - Sede vacante (1650–1671)
- Dominic de Burgo † (1671–1704)
- Ambrose MacDermott † (1707–1717)
- Gabriel O’Kelly † (1718–1731)
- Patrick French, O.F.M.Ref. † (1731–1748)
- John Brett † (1748–1756)
- James O’Fallon † (1756–1786)
- Edward French † (1787–1810)
- George Thomas Plunkett † (1814–1827)
- Patrick Burke † (1827–1843)
- George Joseph Plunket Browne † (1844–1858)
- Laurence Gillooly, C.M. † (1858–1895)
- John Joseph Clancy † (1895–1912)
- Bernard Coyne † (1913–1926)
- Edward Doorly † (1926–1950)
- Vincent Hanly † (1950–1970)
- Dominic Joseph Conway † (1971–1994)
- Christopher Jones (1994–2014)
- Kevin Doran, od 2014